# Charles-Louis Huguet de Sémonville
Charles-Louis Huguet de Sémonville (Parigi, 9 marzo 1759 – Parigi, 11 aprile 1839) è stato un politico e diplomatico francese.

## Il giovane rivoluzionario
Era figlio di Huguet de Montaran che era un funzionario del governo sotto il regno di Luigi XV.
Consigliere al parlamento di Parigi all'età di 19 anni, si oppose energicamente alla riforma di Loménie de Brienne nel luglio 1787 e fu uno dei parlamentari che reclamarono la riunione degli Stati generali Con molti dei suoi colleghi fu inviato a Troyes dopo il lit de justice dell'agosto 1787, seguito a questa fronda del Parlamento.
Deputato supplente di Parigi agli Stati generali del 1789, era molto legato al conte Mirabeau e preparò la sua defezione in favore della corte. Frequentava anche attivamente il principe Talleyrand, La Fayette e il conte di Provenza, futuro Luigi XVIII.
Nel 1790 sposò la vedova di un colonnello dei dragoni di Penthièvre con quattro figli a carico, che lui adottò.

## Il diplomatico
Vicino al Montmorin, ministro francese degli Esteri, fu incaricato nel 1790 di compiere una missione segreta nel Belgio insorto contro l'imperatore Giuseppe II.
Le sue numerose e utili relazioni gli permisero di ottenere il posto di ministro plenipotenziario di Francia presso la Repubblica di Genova dal 20 novembre 1790 all'11 agosto 1792. La sua reputazione di giacobino gli procurò molte difficoltà, al punto che quando la sua legazione fu unita a quella presso il Regno di Sardegna in Torino, si vide interdetto l'ingresso in Piemonte e allorché fu nominato ambasciatore di Francia a Costantinopoli, non poté raggiungere la sede per gli stessi motivi. Sémonville fu quindi inviato in Corsica ove incontrò Napoleone Bonaparte. Oggetto di denuncia, rientrò a Parigi per discolparsi.
Incaricato di una nuova missione a Costantinopoli, intraprese il tragitto con l'amico Hugues-Bernard Maret, inviato presso il Regno di Napoli, ma i due furono fatti prigionieri dagli austriaci il 25 luglio 1793 presso Novate Mezzola (allora ancora facente parte del cantone Cantone dei Grigioni), tradotti prima a Mantova e poi a Kufstein, in Austria. Dopo ventinove mesi di cattività essi furono liberati dagli austriaci in cambio di Maria Teresa Carlotta di Borbone-Francia, figlia di Luigi XVI.
Di ritorno a Parigi, si preoccupò di ottenere le indennità alle quali riteneva di aver diritto per la sua lunga detenzione in Austria. Paul Barras, l'uomo forte del Direttorio, lo incaricò di numerose missioni speciali.
Dopo il colpo di Stato del 18 brumaio (9 novembre 1799), nel quale ebbe un ruolo occulto, fu nominato da Napoleone ministro plenipotenziario e poi ambasciatore straordinario all'Aia. Questa fu una missione difficile, poiché gli olandesi della Repubblica Batava fecero di tutto per scontentarlo ma la sua abilità diplomatica ebbe ragione della cattiva volontà olandese e, a dispetto delle divergenze di interessi dei due paesi, Francia ed Olanda rimasero alleati.

## Il Parlamentare

### Il Primo Impero
Nominato senatore il 1º febbraio 1805, rientrò a Parigi per occuparsi di altri problemi diplomatici. Fu fatto conte dell'Impero l'8 maggio 1808.
Dopo il divorzio di Napoleone da Giuseppina, giocò un importante ruolo nella scelta di Maria Luisa quale consorte dell'imperatore francese, tanto che l'imperatore austriaco Francesco I lo decorò dell'Ordine imperiale di Leopoldo. Avvertendo che la campagna di Russia del 1812 sarebbe stata foriera di parecchi disastri, incominciò a prendere le opportune distanze dal potere napoleonico. Napoleone lo nominò, per l'ultima volta, commissario straordinario a Bourges con l'incarico di mobilitare tutte le energie disponibili, cioè accelerare la coscrizione e far tacere le opposizioni. Qui Sémonville giocò un ruolo ambiguo e rientrò a Parigi dopo l'abdicazione di Napoleone del 6 aprile 1814 a Fontainebleau.

### La Restaurazione
Prese parte non secondaria alla redazione della Carta del 1814. Consentitogli di evitare le accuse portategli contro per l'affare Favras del 1789, Luigi XVIII lo fece Pari di Francia e gran referendario, una carica creata appositamente per lui e in qualche modo assimilabile ad una presidenza della camera. Il suo ruolo era quello di intermediario fra il re e la Camera di Parigi.
Da buon calcolatore, durante i Cento giorni si tenne in disparte nel suo castello di Pirou, presso Coutances nella Manche. Tuttavia due dei suoi figli adottivi fecero scelte opposte: il generale Carlo Tristano di Montholon si unì a Napoleone ma Louis-Désiré de Montholon fuggì a Gand con il re.
Dopo Waterloo, e nonostante che il figlio Carlo Tristano di Montholon avesse seguito Napoleone nell'esilio dell'isola di Sant'Elena, Luigi XVIII lo confermò nella sua carica di Pari di Francia e di gran referendario.
Egli si mostrava poco alla tribuna della Camera Alta, preferendo, conformemente alla sua carica e al suo temperamento, agire dietro le quinte. Egli rappresentava la Camera Alta a tutte le cerimonie ufficiali e nel 1817 ricevette il titolo nobiliare di marchese.
Al ritorno in Francia del figlio adottivo dopo la morte di Napoleone nel 1821, Sémonville fece valere il suo ruolo per accelerare l'esecuzione del testamento dell'ex imperatore francese del quale Carlo Tristano di Montholon era il principale beneficiario. Questo legame non evitò al Montholon il fallimento, ciò che afflisse molto l'anziano Sémonville.

### La Rivoluzione di Luglio
Il ruolo del Sémonville durante i Tre giorni gloriosi è ben noto. Avendo come tutti appreso il contenuto della pubblicazione delle Ordinanze di Saint-Cloud e percependo il pericolo che esse rappresentavano per la monarchia francese, egli si recò a Saint-Cloud per tentare di mitigare l'intransigenza del re Carlo X ma inutilmente. Fu lui che annunciò alla Camera dei Pari il 2 agosto l'abdicazione del re e Luigi Filippo lo confermò nelle sue funzioni. Riguardo al suo ruolo nella rivoluzione del 1830 egli fu un testimone oculare del processo ai ministri di Carlo X: riuscì a commuovere l'uditorio, benché a lui ostile, riferendo della sua conversazione con l'ex re.

### La Monarchia di Luglio
Sémonville lasciò la carica di gran referendario il 21 novembre 1834, sostituito dal duca di Decazes, e si ritirò a Versailles, comparendo poi solo molto eccezionalmente alla Camera. Morì cadendo dalle scale del suo palazzo.
Con Talleyrand e Fouché fu l'uomo che prestò il maggior numero di giuramenti di fedeltà nella sua carriera: ben 17.

## Araldica
|  |

|  |